# Liste des lacs de l'Andorre
Cet article présente la liste des lacs de l'Andorre reconnus par l'Institut d'Estudis Andorrans et classés selon le bassin versant auquel ils appartiennent.

## Généralités

Carte des bassins hydrographiques de l'Andorre :
Valira del Nord
Valira d'Orient
Gran Valira
Ariège
Riu de la Llosa

Le pays compte une cinquantaine d'ensembles de lacs de montagne d'origine glaciaire, principalement situés dans les régions les plus élevées, c'est-à-dire au nord et au sud-est du pays. Leur superficie est généralement très modeste, n'excédant pas quelques hectares. Le plus grand lac du pays est l'Estany Primer de Juclar,. Un autre lac remarquable est le lac d'Engolasters dont les eaux sont utilisées pour la production d'électricité à la centrale hydroélectrique de Les Escaldes.
Les lacs de montagne sont particulièrement prisés des randonneurs lors de la saison estivale. Ils sont également un terrain de choix pour la pratique de la pêche en partie en raison de la pureté de leurs eaux,. On y pêche en particulier la truite fario, la truite arc-en-ciel et l'omble de fontaine,.
Comme la majeure partie du territoire de l'Andorre, les lacs font partie du bassin hydrographique de la Valira, affluent du Sègre. De par sa forme en « Y », il est d'usage de considérer la Valira en trois parties : la Valira Del Nord et la Valira d'Orient, deux cours d'eau qui se rejoignent pour former la Valira proprement dite, également appelée Gran Valira.
En dehors du bassin de la Valira, une petite partie du pays, correspondant à la Solana d'Andorre et comprenant deux lacs, appartient au bassin de l'Ariège. Enfin les deux lacs de la paroisse d'Encamp situés au sud du pic de Montmalús et du pic d'Engaït font également partie du système hydrographique du Sègre par l'intermédiaire du Riu de la Llosa et non de la Valira.

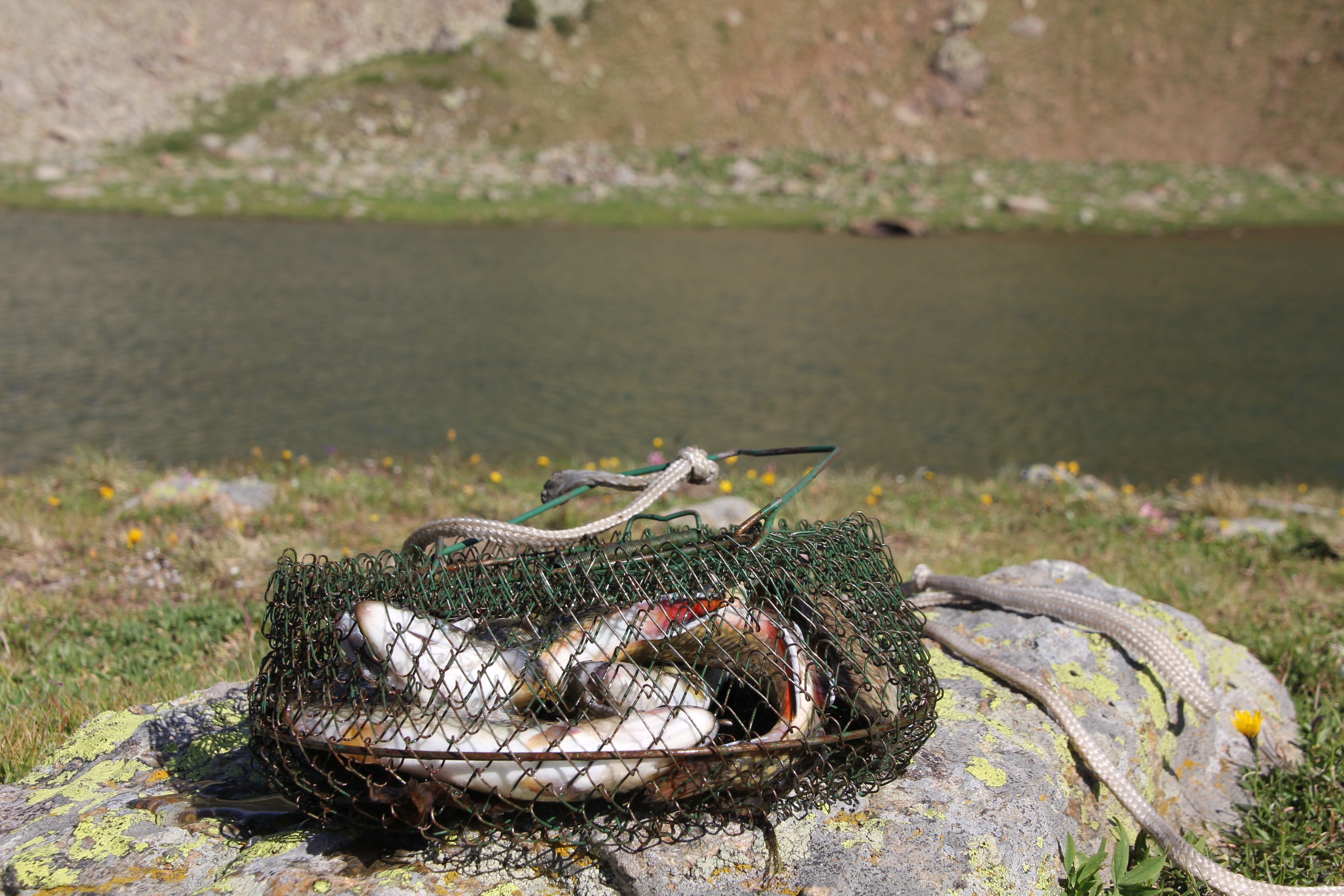
Pratique de la pêche sur l'estany de l'Isla
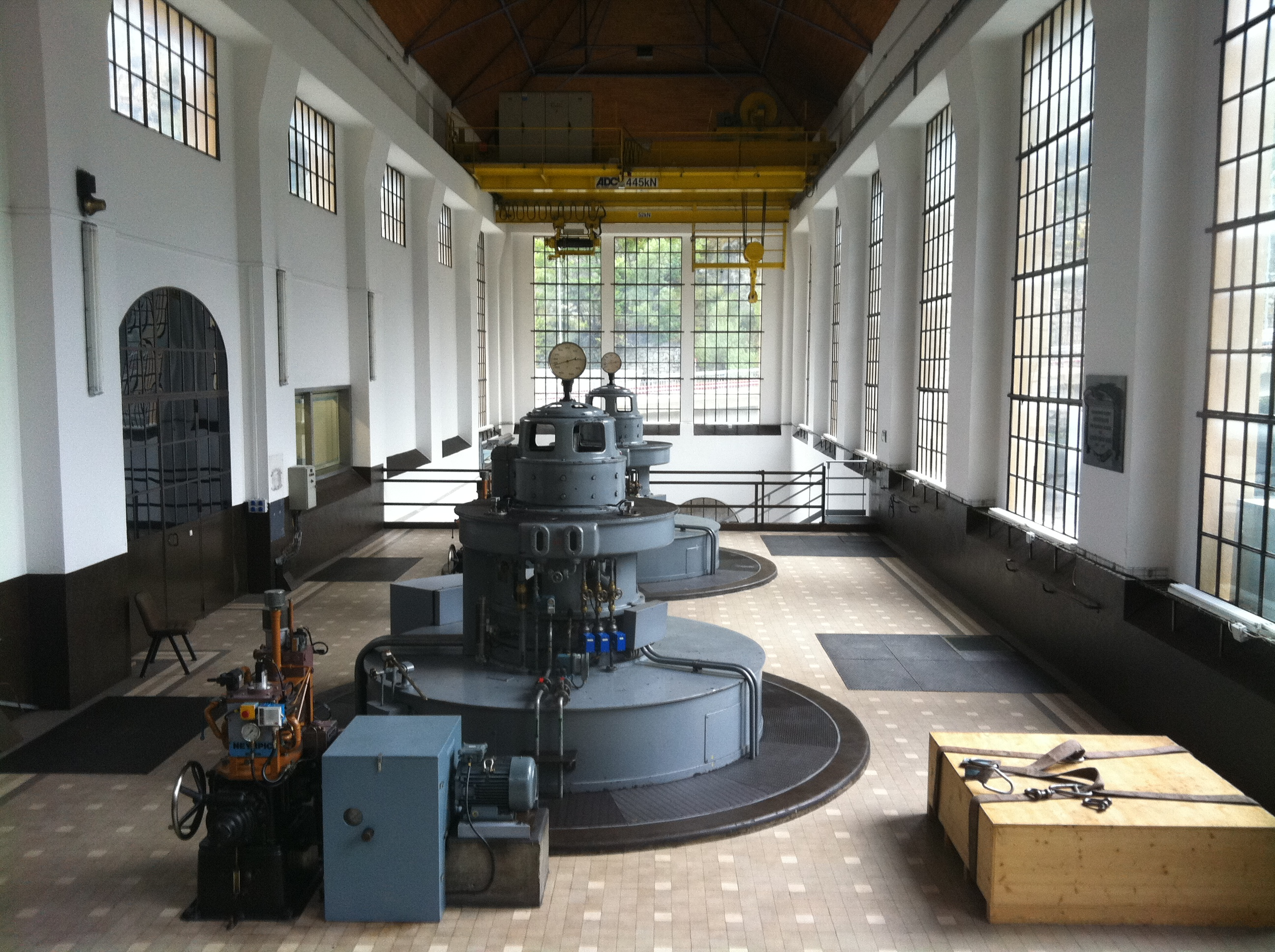
Intérieur de la centrale hydroélectrique de Les Escaldes
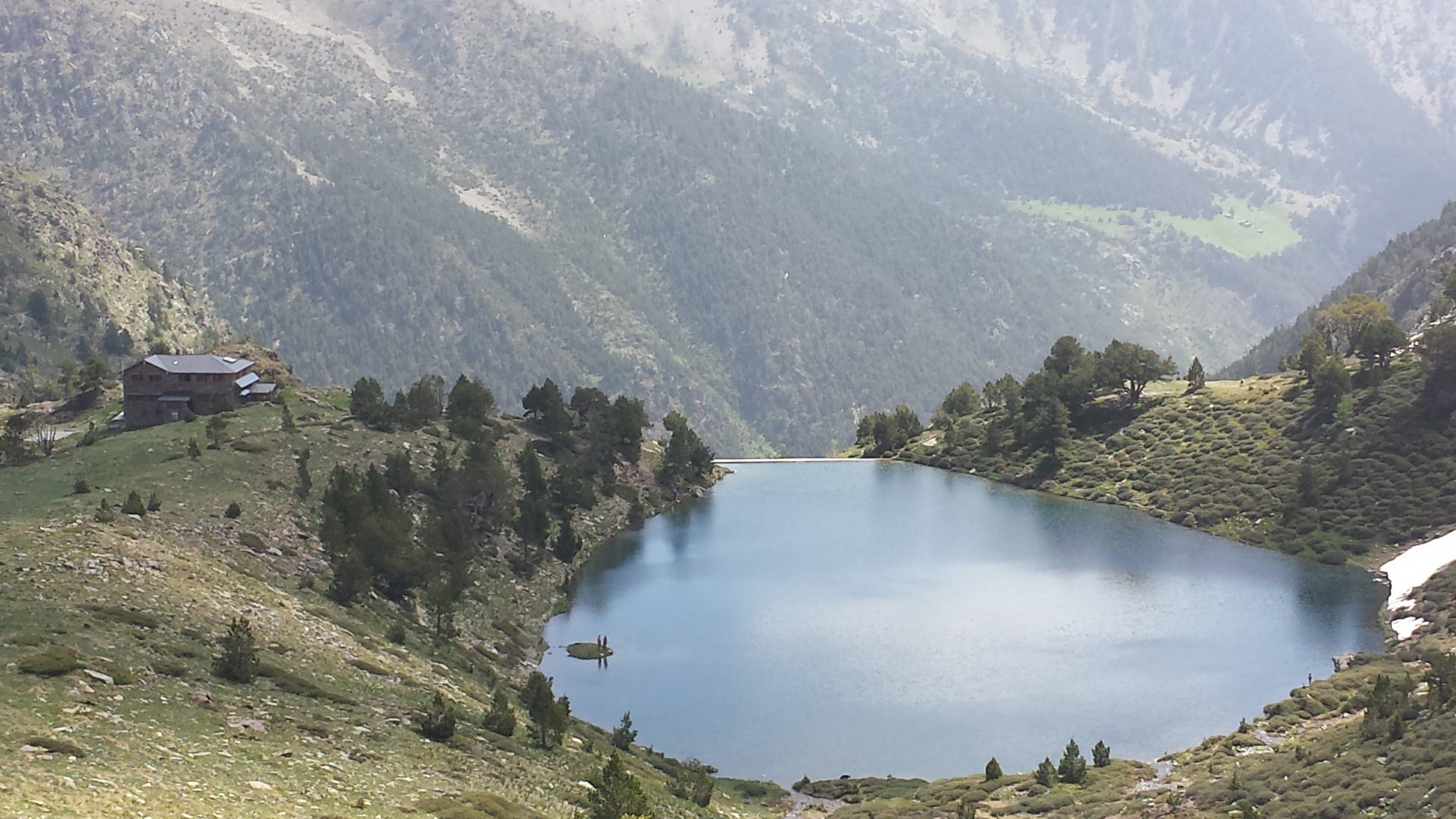
Refuge de Coma Pedrosa pour les randonneurs sur les berges de l'estany de les Truites

## Bassin de la Valira del Nord
| Nom                      | Paroisse | Nombre | Altitude (m)   | Superficie (ha) | Code                           | Coordonnées                 | Image |
| ------------------------ | -------- | ------ | -------------- | --------------- | ------------------------------ | --------------------------- | ----- |
| Angonella (Estanys de)   | Ordino   | 3      | 2298 2347 2438 | 0,6 1,5 2       | IEA-BE-46                      | 42° 36′ 27″ N, 1° 29′ 09″ E |       |
| Creussans (Estany de)    | Ordino   | 1      | 2442           | 1.3             | IEA-BE-23                      | 42° 38′ 05″ N, 1° 28′ 37″ E |       |
| Esbalçat (Estany)        | Ordino   | 1      | 2278           | 1,8             | IEA-BE-11                      | 42° 38′ 24″ N, 1° 30′ 50″ E |       |
| Estanyó (Estany de l')   | Ordino   | 1      | 2339           | 1,3             | IEA-BE-50                      | 42° 36′ 35″ N, 1° 34′ 41″ E |       |
| Port de Rat (Basses del) | Ordino   | 3      | 2351 2368 2381 | 0,6 0,1         | IEA-BE-6                       | 42° 37′ 24″ N, 1° 28′ 41″ E |       |
| Racó (Bassa del)         | Ordino   | 1      | 2295           | 0,2             | IEA-BE-2                       | 42° 36′ 36″ N, 1° 29′ 51″ E |       |
| Tristaina (Estanys de)   | Ordino   | 3      | 2250 2287 2306 | 2,1 3 12,1      | IEA-BE-172 IEA-BE-35 IEA-BE-24 | 42° 38′ 14″ N, 1° 29′ 25″ E |       |

### Riu d'Arinsal
| Nom                       | Paroisse   | Nombre | Altitude (m)        | Superficie (ha)   | Code      | Coordonnées                 | Image |
| ------------------------- | ---------- | ------ | ------------------- | ----------------- | --------- | --------------------------- | ----- |
| Estany Negre (Basses del) | La Massana | 1      | 2592                | 0,2               | IEA-BE-4  | 42° 35′ 06″ N, 1° 26′ 08″ E |       |
| Forcats (Estanys)         | La Massana | 2      | 2628 2631           | 0,8 2,2           | IEA-BE-38 | 42° 36′ 00″ N, 1° 26′ 50″ E |       |
| Les Truites (Estany de)   | La Massana | 1      | 2263                | 1,3               | IEA-BE-32 | 42° 34′ 39″ N, 1° 26′ 55″ E |       |
| Montmantell (Estanys de)  | La Massana | 5      | 2608 2610 2626 2670 | < 0,1 0,1 0,6 0,3 | IEA-BE-43 | 42° 36′ 14″ N, 1° 28′ 08″ E |       |
| Negre (Estany)            | La Massana | 1      | 2631                | 1,5               | IEA-BE-16 | 42° 35′ 17″ N, 1° 26′ 13″ E |       |
| Port Dret (Estany del)    | La Massana | 1      | 2633                | 0,1               | IEA-BE-36 | 42° 36′ 12″ N, 1° 27′ 38″ E |       |

## Bassin de la Valira d'Orient

### Riu d'Incles
| Nom                          | Paroisse | Nombre | Altitude (m)             | Superficie (ha)   | Code                | Coordonnées                 | Image |
| ---------------------------- | -------- | ------ | ------------------------ | ----------------- | ------------------- | --------------------------- | ----- |
| Baix (Estany de)             | Canillo  | 1      | 2325                     | 1,5               | IEA-BE-21           | 42° 35′ 15″ N, 1° 42′ 15″ E |       |
| Cabana Sorda (Estany de)     | Canillo  | 1      | 2296                     | 4,8               | IEA-BE-22           | 42° 36′ 47″ N, 1° 40′ 13″ E |       |
| Canals Roges (Estany de les) | Canillo  | 1      | 2407                     | 1,4               | IEA-BE-30           | 42° 35′ 08″ N, 1° 42′ 38″ E |       |
| Enrodat (Bassa d')           | Canillo  | 1      | 2279                     | 0,5               | IEA-BE-1            | 42° 36′ 53″ N, 1° 41′ 00″ E |       |
| Isla (Estany de l')          | Canillo  | 1      | 2372                     | 2,4               | IEA-BE-26           | 42° 37′ 11″ N, 1° 41′ 03″ E |       |
| Juclar (Estanys de)          | Canillo  | 2      | 2295                     | 7,3 21,9          | IEA-BE-40 IEA-BE-41 | 42° 36′ 37″ N, 1° 43′ 09″ E |       |
| Querol (Estanyó del)         | Canillo  | 1      | 2296                     | 0,6               | IEA-BE-48           | 42° 36′ 00″ N, 1° 39′ 37″ E |       |
| Salamandres (Basses de les)  | Canillo  | 2      | 2340                     | 0,2               | IEA-BE-5            | 42° 36′ 15″ N, 1° 39′ 46″ E |       |
| Siscaró (Basses del)         | Canillo  | 6      | 2340 2347 2360 2373 2392 | < 0,1 0,2 0,4 0,1 | IEA-BE-7            | 42° 35′ 45″ N, 1° 43′ 06″ E |       |

### Riu Madriu
| Nom                   | Paroisse           | Nombre | Altitude (m)        | Superficie (ha) | Code      | Coordonnées                 | Image |
| --------------------- | ------------------ | ------ | ------------------- | --------------- | --------- | --------------------------- | ----- |
| Bova (Estany de la)   | Escaldes-Engordany | 1      | 2411                | 2,5             | IEA-BE-27 | 42° 29′ 22″ N, 1° 39′ 05″ E |       |
| Blau (Estany)         | Escaldes-Engordany | 1      | 2471                | 2               | IEA-BE-10 | 42° 29′ 48″ N, 1° 37′ 15″ E |       |
| Estanyons (Els)       | Escaldes-Engordany | 4      | 2274 2298 2302 2326 | 0,7 0,1 0,5 0,2 | IEA-BE-9  | 42° 28′ 27″ N, 1° 37′ 23″ E |       |
| Forcat (Estany)       | Escaldes-Engordany | 1      | 2539                | 3,5             | IEA-BE-12 | 42° 29′ 39″ N, 1° 38′ 19″ E |       |
| Illa (Estany de l')   | Encamp             | 1      | 2513                | 13              | IEA-BE-25 | 42° 29′ 53″ N, 1° 39′ 31″ E |       |
| Nou (Estany de la)    | Escaldes-Engordany | 1      | 2231                | 1,2             | IEA-BE-28 | 42° 28′ 32″ N, 1° 34′ 32″ E |       |
| Perafita (Estanys de) | Escaldes-Engordany | 2      | 2364 2466           | 0,8             | IEA-BE-44 | 42° 28′ 12″ N, 1° 35′ 22″ E |       |
| Setut (Basses de)     | Escaldes-Engordany | 2      | 2306 2309           | 0,4 0,1         | IEA-BE-3  | 42° 28′ 54″ N, 1° 38′ 41″ E |       |

### Cirque des Pessons
| Nom                           | Paroisse | Nombre | Altitude (m) | Superficie (ha)   | Code       | Coordonnées                 | Image |
| ----------------------------- | -------- | ------ | ------------ | ----------------- | ---------- | --------------------------- | ----- |
| Cap dels Pessons (Estany del) | Encamp   | 1      | 2579         | 0,9               | IEA-BE-33  | 42° 30′ 44″ N, 1° 39′ 56″ E |       |
| Fonts (Estany de les)         | Encamp   | 1      | 2489         | 1,9               | IEA-BE-31  | 42° 30′ 57″ N, 1° 40′ 04″ E |       |
| Meligar (Estany del)          | Encamp   | 1      | 2438         | 1,3               | IEA-BE-34  | 42° 31′ 06″ N, 1° 40′ 28″ E |       |
| Primer (Estany)               | Encamp   | 1      | 2299         | 2,7               | IEA-BE-171 | 42° 31′ 30″ N, 1° 41′ 16″ E |       |
| Rodó (Estany)                 | Encamp   | 1      | 2373         | 1,2               | IEA-BE-18  | 42° 31′ 19″ N, 1° 40′ 48″ E |       |
| Solana (Estanys de la)        | Encamp   | 5      | 2463 2464    | 0,3 < 0,1 0,1 0,4 | IEA-BE-47  | 42° 31′ 28″ N, 1° 40′ 31″ E |       |

### Autre
| Nom                              | Paroisse | Nombre | Altitude (m)   | Superficie (ha) | Code      | Coordonnées                 | Image |
| -------------------------------- | -------- | ------ | -------------- | --------------- | --------- | --------------------------- | ----- |
| Clots de Massat (Bassot dels)    | Canillo  | 1      | 2422           | 0,4             | IEA-BE-8  | 42° 34′ 06″ N, 1° 41′ 46″ E |       |
| Cubil (Llac del)                 | Encamp   | 1      | 2295           | 0,3             | IEA-BE-49 | 42° 32′ 12″ N, 1° 40′ 09″ E |       |
| Engolasters (Lac d')             | Encamp   | 1      | 1613           | 7               | IEA-BE-20 | 42° 31′ 11″ N, 1° 34′ 12″ E |       |
| Estanys d'Ensagents              | Encamp   | 2      | 2534 2548      | 0,9 2,7         | IEA-BE-39 | 42° 31′ 14″ N, 1° 38′ 52″ E |       |
| Meners de la Coma (Estany dels)  | Canillo  | 1      | 2618           | 0,9             | IEA-BE-37 | 42° 37′ 25″ N, 1° 36′ 30″ E |       |
| Estany Moreno                    | Encamp   | 1      | 2363           | 0,7             | IEA-BE-14 | 42° 30′ 54″ N, 1° 38′ 17″ E |       |
| Mort (Estany)                    | Canillo  | 1      | 2507           | 0,2             | -         | 42° 37′ 28″ N, 1° 37′ 19″ E |       |
| Ransol (Estanys de)              | Canillo  | 3      | 2406 2408 2437 | 0,2 0,8         | IEA-BE-45 | 42° 37′ 09″ N, 1° 36′ 54″ E |       |
| Vall del Riu (Estany Gran de la) | Canillo  | 1      | 2533           | 4,3             | IEA-BE-13 | 42° 36′ 03″ N, 1° 35′ 37″ E |       |

## Bassin du Riu de la Llosa
| Nom                   | Paroisse | Nombre | Altitude (m) | Superficie (ha) | Code      | Coordonnées                 | Image |
| --------------------- | -------- | ------ | ------------ | --------------- | --------- | --------------------------- | ----- |
| Engaït (Estany d')    | Encamp   | 1      | 2502         | 1,3             | IEA-BE-19 | 42° 30′ 37″ N, 1° 42′ 58″ E |       |
| Montmalús (Estany de) | Encamp   | 3      | 2434         | 10,9            | IEA-BE-42 | 42° 29′ 50″ N, 1° 41′ 03″ E |       |

## Bassin de l'Ariège
| Nom                       | Paroisse | Nombre | Altitude (m) | Superficie (ha) | Code      | Coordonnées                 | Image |
| ------------------------- | -------- | ------ | ------------ | --------------- | --------- | --------------------------- | ----- |
| Abelletes (Estany de les) | Encamp   | 1      | 2259         | 1,9             | IEA-BE-29 | 42° 31′ 48″ N, 1° 43′ 58″ E |       |
| Mort (Estany)             | Encamp   | 1      | 2549         | 0,9             | IEA-BE-15 | 42° 34′ 45″ N, 1° 42′ 53″ E |       |